# Penna in Teverina
Penna in Teverina är en ort och kommun i provinsen Terni i regionen Umbrien i Italien. Kommunen hade 1 068 invånare (2018).